# BT-Serie
Die BT-Baureihe (russisch Быстроходный Танк, Bystrochodni Tank, dt.: schnellfahrender Panzer) war ein sowjetischer Panzertyp der 1930er-Jahre.

## Entwicklung

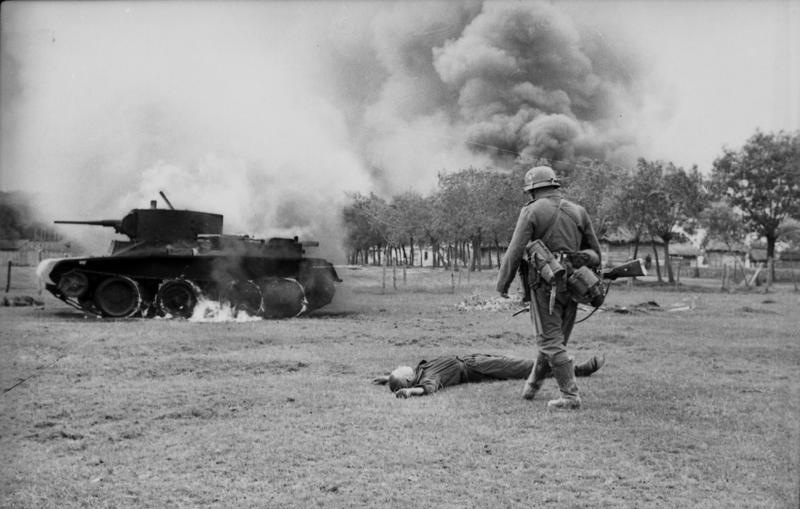
Zerstörter BT-7 (1941)

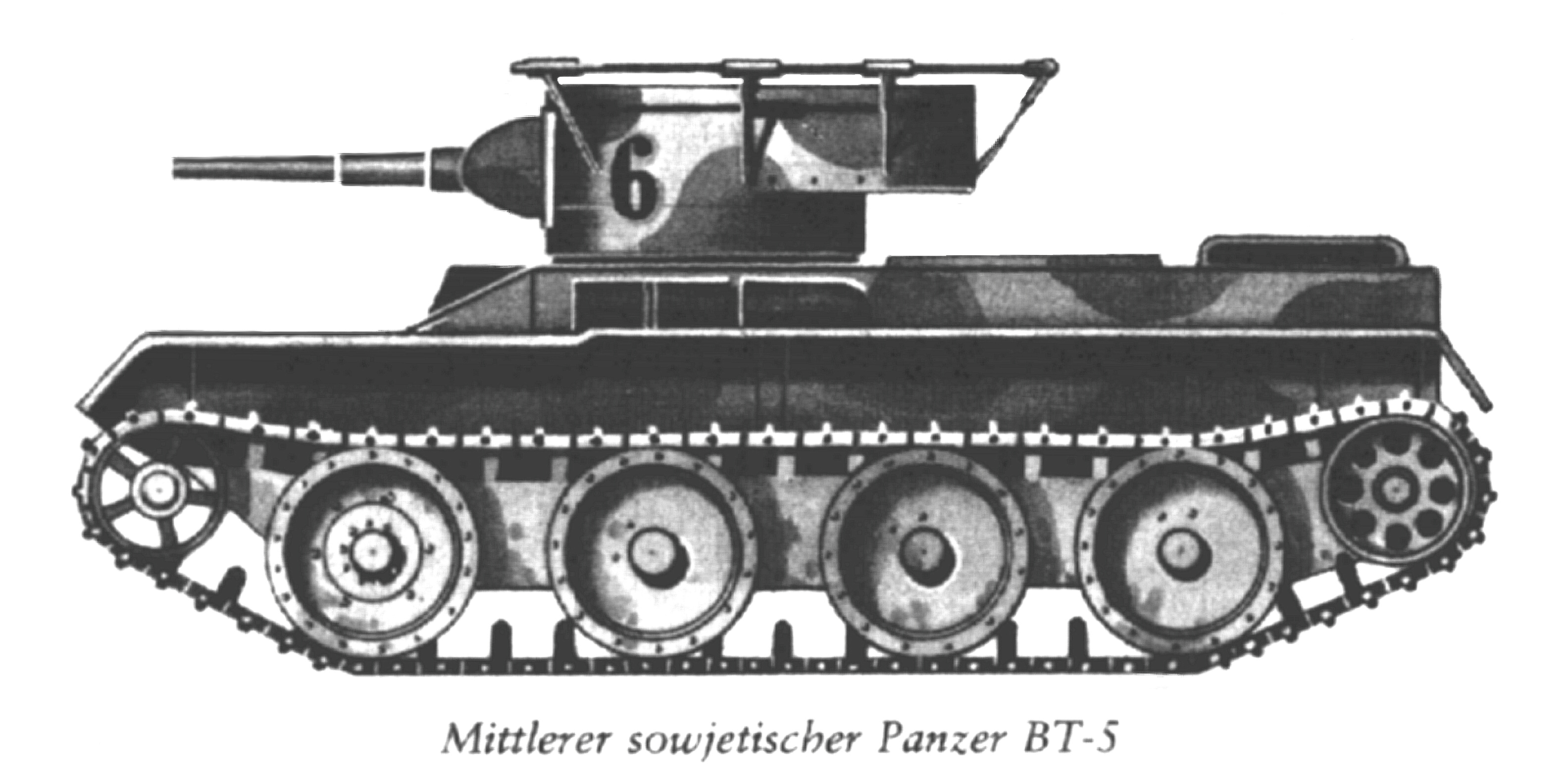
Zeichnung eines BT5 mit Rahmenantenne

Das Laufwerk der BT-Baureihe geht auf die Konstruktion des Amerikaners John Walter Christie zurück. Im Jahre 1931 wurden zwei Prototypen gekauft und in Lizenz weiterentwickelt. In der Erprobungsphase wurden verschiedene Bewaffnungen getestet und jeweils nur in geringer Stückzahl gebaut (BT-1 bis BT-4).
Ende 1932 begann die Produktion des BT-5, im Jahre 1935 der verbesserten Version BT-7. Kleinere Verbesserungen wurden 1938 umgesetzt (teilweise werden diese letzten Fahrzeuge als BT-8 bezeichnet).
Die BT-Serie besaß ein Christie-Laufwerk mit vier großen Scheibenrädern. Eine Besonderheit bestand in der Möglichkeit, auf der Straße ohne Ketten zu fahren. Wegen des hohen Aufwandes (30 Minuten Umbauzeit) wurde in der Praxis von dieser Möglichkeit jedoch so gut wie nie Gebrauch gemacht. Dennoch zeichnete sich das Fahrwerk dadurch aus, auch mit Ketten hohe Geschwindigkeiten zu ermöglichen. Daher werden Fahrzeuge der BT-Reihe oft auch als Kavallerie-Panzer bezeichnet. Doch konnten die Panzer aufgrund der taktischen Lage der Sowjetunion ihren größten Vorteil, die Geschwindigkeit, nur selten ausnutzen. Die Mobilität des BT beeindruckte den britischen Oberstleutnant Martel bei einem Manöverbesuch so sehr, dass er in der Folge in Großbritannien auch den Lizenzkauf des Christie-Laufwerks durchsetzte, das die Basis für die britischen Cruiser Tanks bildete.
Der BT-5 besaß einen zylindrischen Turm mit 45-mm-Kanone. Beim BT-7 wurden konische Türme verwendet, um den Panzerschutz zu optimieren. Auch die Formgebung der Wannenfront wurde verbessert. Der BT-7M (BT-8) war äußerlich nur an einer veränderten Kommandantenluke zu erkennen.
Zwischen 1934 und 1935 wurde eine Artillerieausführung des BT-7 mit einem in elliptischen Turm installierten 76,2-mm-Geschütz KT-28 ausgestattet. Es wurden insgesamt 155 Artillerie-BT-7 gebaut, die als BT-7A bezeichnet wurden.
Befehlspanzer BT-5TU und BT-7TU waren an einer Rahmenantenne am Turm erkennbar. Darüber hinaus wurden immer wieder Prototypen zu Testzwecken gebaut (Flammpanzer, Amphibienpanzer und zahlreiche verschiedene Waffen).
Verschiedene Weiterentwicklungen wie der BT-SW und Modifikationen des BT-8 wurden als Grundlage für Prototypen (A20, T40) genutzt und waren unmittelbare Vorläufer des T-34.

## Einsatz im Zweiten Weltkrieg in Europa
Die BT-Panzer waren die meistgebauten Panzer der UdSSR in den 1930er-Jahren. Sie kamen im Sowjetisch-Finnischen Krieg zum Einsatz und wurden auch im Spanischen Bürgerkrieg auf Seiten der Republikaner eingesetzt.
Bei dem deutschen Überfall auf die Sowjetunion 1941 erwies sich die leichte Panzerung der BT als deren größte Schwäche. Operativ war die Sowjetarmee zu diesem Zeitpunkt nicht in der Lage, die hohe Beweglichkeit des Panzers gewinnbringend einzusetzen.
Die Rote Armee verlor nach dem Angriff der Wehrmacht im Juni 1941 tausende Panzer der BT-Baureihe. Darunter waren viele mit defekten Kupplungen und Lenkgetrieben liegengebliebene Fahrzeuge, die auch von der Wehrmacht nur mit Mühe instand gesetzt werden konnten. 15 einsatzfähige BT-Panzer wurden wegen ihrer Kampfschwäche im Jahr 1941 an Sicherungseinheiten der Wehrmacht und Einheiten der Ordnungspolizei im besetzten Hinterland abgegeben, wo sie nachweislich bis 1944 zur Partisanenbekämpfung eingesetzt wurden. Die bei Wehrmacht und Ordnungspolizei eingesetzten BT-Panzer wurden im Rigaer Arsenal mit übergroßen Balkenkreuzen an den beiden Turmseiten und am Turmheck markiert, um irrtümlichen Beschuss durch eigene Einheiten zu verhindern. Die BT-Panzer wurden in speziellen Beutepanzereinheiten der Wehrmacht und der Ordnungspolizei eingesetzt. Die deutsche Bezeichnung der BT-Panzer war Panzerkampfwagen BT 742 (r). Wegen der mangelhaften Qualität der BT-Panzer gab es immer wieder Klagen der deutschen Einheiten über die ständigen Ausfälle.

## Verwendung durch Finnland

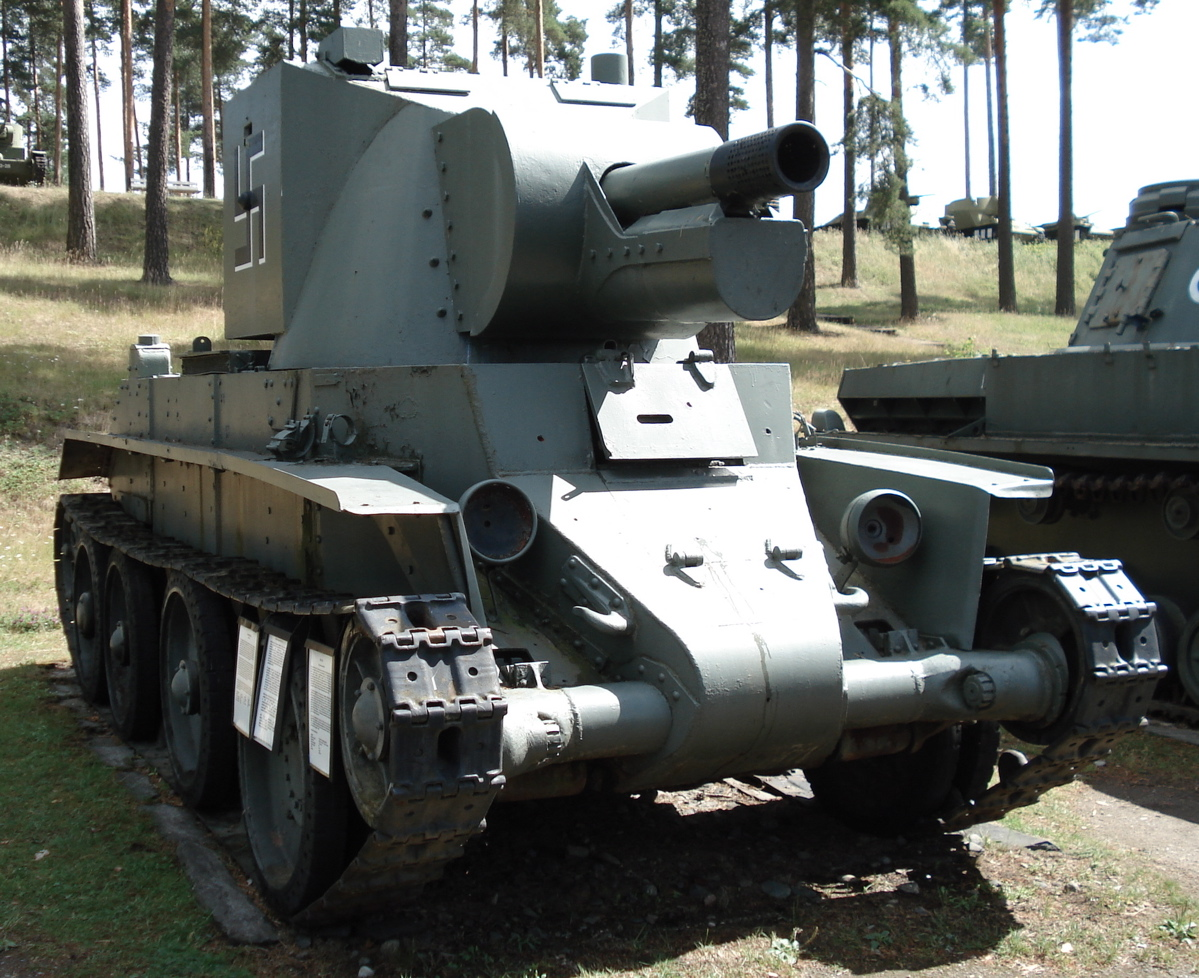
Erhaltener BT-42 im Finnischen Museum

Finnland setzte während des Fortsetzungskrieges erbeutete BT-7 der Baureihe 1937 in veränderter Form als BT-42-Sturmgeschütze ein. Insgesamt wurden 18 solcher Geschütze mit verändertem Turm und einer 114-mm-Haubitze aus britischer Fertigung hergestellt. Sie kamen erstmals 1943 zum Einsatz, jedoch waren sie gegen die sowjetischen T-34 hoffnungslos unterlegen und wurden in die Rolle einer Selbstfahrlafette gedrängt. Später wurden sie durch StuG III aus deutschen Waffenlieferungen ersetzt.
Weiterhin gab es Bestrebungen, einen gepanzerten Mannschaftstransporter auf Basis des BT-7 zu bauen. Ein entsprechender Vorschlag sah 20 solcher Panzer vor. Die Modifikationen an den sowjetischen Beutepanzern sahen unter anderem die Entfernung des Turms und ein Anbringen einer hölzernen Plattform für die zu transportierenden Soldaten vor. Jedoch entstand nur ein Prototyp des BT-43 genannten Entwurfs auf Basis eines erbeuteten BT-7.

## Einsatz im Zweiten Weltkrieg in Asien

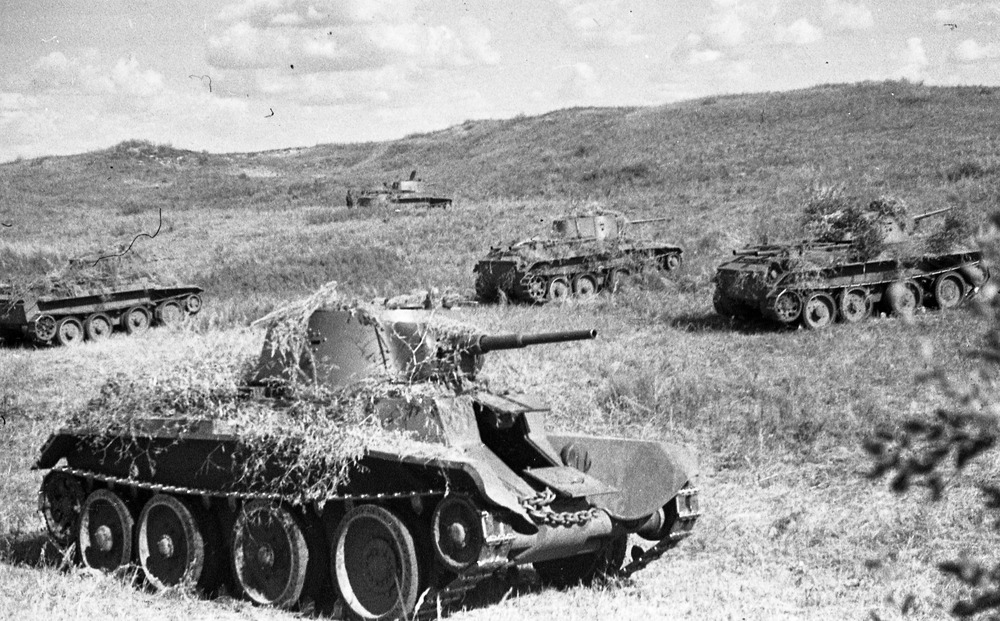
BT-Panzer in der Schlacht am Chalchin Gol

Die BT-7-Panzer wurden im Japanisch-Sowjetischen Grenzkonflikt eingesetzt.
In den letzten Wochen des Zweiten Weltkrieges 1945 wurden BT-7 bei der sowjetischen Offensive gegen Japan (Operation Auguststurm) eingesetzt, dies war der letzte Einsatz von BT-Panzern.

## Spezifikationen
|                                  | BT-5                               | BT-7                                            | BT-7M (BT-8)                                                        |
| -------------------------------- | ---------------------------------- | ----------------------------------------------- | ------------------------------------------------------------------- |
| Besatzung                        | 3                                  | 3                                               | 3                                                                   |
| Gewicht                          | 11,5 t                             | 13,8 t                                          | 14,7 t                                                              |
| Länge                            | 5350 mm                            | 5660 mm                                         | 5660 mm                                                             |
| Breite                           | 2230 mm                            | 2230 mm                                         | 2290 mm                                                             |
| Höhe                             | 2200 mm                            | 2420 mm                                         | 2450 mm                                                             |
| Bodenfreiheit                    | 350 mm                             | 400 mm                                          | 390 mm                                                              |
| mittlerer Bodendruck             | 0,65 kg/cm²                        | 0,65 kg/cm²                                     | 0,68 kg/cm²                                                         |
| Panzerung                        | 6–13 mm                            | 6–22 mm                                         | 6–22 mm                                                             |
| Hauptbewaffnung                  | 45 mm Mod.32 L/46; 72–115 Granaten | 45 mm Mod.34 L/46; 132–146 Granaten             | 45 mm Mod.34 L/46 oder 45 mm Mod.38 L/46; 188 Granaten              |
| Sekundärbewaffnung               | 1 × Koaxial-MG DT; 2709 Patronen   | 1 × Koaxial-MG DT, 1 × Fla-MG DT; 2394 Patronen | 1 × Koaxial-MG DT, 1 × Turmheck-MG DT, 1 × Fla-MG DT; 2394 Patronen |
| Motor                            | Mikulin M-5                        | Mikulin M-17T                                   | W-2                                                                 |
| Kraftstoff                       | Benzin                             | Benzin                                          | Diesel                                                              |
| Leistung                         | 400 PS                             | 400–500 PS                                      | 500 PS                                                              |
| Höchstgeschwindigkeit auf Rädern | 72 km/h                            | 72 km/h                                         | 86 km/h                                                             |
| Höchstgeschwindigkeit auf Ketten | 52 km/h                            | 52 km/h                                         | 65 km/h                                                             |
| Stückzahl                        | 1884                               | 4613                                            | 788                                                                 |